# Maria Michi
Maria Michi (Roma, 14 maggio 1921 – Grottaferrata, 6 aprile 1980) è stata un'attrice italiana.

## Biografia

Maria Michi nel 1946

Dattilografa in uno studio legale e successivamente impiegata come maschera al Teatro Quattro Fontane di Roma, le venne offerta la possibilità, nello stesso teatro, di ricoprire piccole parti nella Compagnia di Sergio Tofano e Diana Torrieri, nella stagione 1942-1943 e successivamente con Anna Magnani e Totò nella rivista Con un palmo di naso, diretta da Michele Galdieri. Sarà il suo compagno di quel periodo, lo scrittore Sergio Amidei, a presentarla a Roberto Rossellini e a convincerla a ricoprire la parte della ambigua Marina nel film Roma città aperta (1945).
Il suo rimarchevole ruolo di donna fragile, tossicodipendente e sconfitta dalla vita la farà diventare in poco tempo una delle giovani attrici più promettenti del dopoguerra, confermandosi nel suo secondo film Paisà (1946), per il quale sarà premiata al Festival di Locarno del 1947, dopo il quale, però, con i ruoli mediocri che le verranno offerti, non riuscirà più a mantenere le promesse iniziali.
Dopo il matrimonio con il duca Augusto Torlonia, avvenuto nel settembre 1949, la Michi abbandonò l'attività di attrice salvo poi riprenderla nel 1961, ma in modo saltuario e comunque non più ai livelli dei film di Rossellini. Ritornò al teatro alla fine di quel decennio nella compagnia di Guido Salvini, nella commedia di Gherardo Gherardi Lettere d'amore, con Gino Cervi, Vittorio De Sica, Aroldo Tieri, Lola Braccini, Paolo Stoppa e Andreina Pagnani; nel 1950 fece parte del gruppo "Il teatro di mezzanotte", e successivamente recitò nella compagnia diretta da Vito Pandolfi, mettendo in scena la commedia Europa incontro all'alba. 
Piuttosto sporadiche le sue partecipazioni negli anni sessanta e settanta al cinema, nella prosa radiofonica e in televisione. Nel 1972 Bernardo Bertolucci le riservò un ruolo nel suo capolavoro Ultimo tango a Parigi. In seguito partecipò allo sceneggiato televisivo di Gianni Serra Dedicato ad un medico (1974). L'ultima apparizione sul grande schermo risale a Salon Kitty (1975) di Tinto Brass. 
Alla fine degli anni settanta, dimenticata dal pubblico e dalla critica, si ritirò nella città di Grottaferrata, a casa della sorella, ove morirà nel 1980, a 58 anni, dopo una lunga malattia.

## Filmografia

Maria Michi con Amedeo Nazzari in Fatalità (1947)

- Roma città aperta, regia di Roberto Rossellini (1945)
- Paisà, regia di Roberto Rossellini (1946)
- Fatalità, regia di Giorgio Bianchi (1947)
- Preludio d'amore, regia di Giovanni Paolucci (1947)
- L'altra, regia di Carlo Ludovico Bragaglia (1947)
- La Certosa di Parma, regia di Christian-Jaque (1948)
- Legge di guerra, regia di Bruno Paolinelli (1961)
- La monaca di Monza, regia di Eriprando Visconti (1969)
- All'ombra del delitto (La Rupture), regia di Claude Chabrol (1970)
- Ultimo tango a Parigi, regia di Bernardo Bertolucci (1972)
- Cosa avete fatto a Solange?, regia di Massimo Dallamano (1972)
- Blu Gang - E vissero per sempre felici e ammazzati, regia di Luigi Bazzoni (1973)
- Senza ragione, regia di Silvio Narizzano (1973)
- Per le antiche scale, regia di Mauro Bolognini (1975)
- Irene, Irene, regia di Peter Del Monte (1975)
- Salon Kitty, regia di Tinto Brass (1975)

## Teatro
- Con un palmo di naso, varietà di Michele Galdieri, regia dell'autore. Prima al Teatro Valle di Roma il 26 giugno 1944.
- Donne, di Clare Boothe Luce, regia di Lamberto Picasso. Teatro Valle di Roma, ottobre 1944.